# زيد بن رعد بن زيد
الأمير زيد بن رعد بن زيد الحسين (مواليد 26 يناير 1964) هو دبلوماسي أردني سابق وأستاذ ممارسة القانون وحقوق الإنسان في جامعة بنسلفانيا في بيري وورلد هاوس. وهو أيضًا رئيس ومدير تنفيذي لمعهد السلام الدولي. شغل منصب مفوض الأمم المتحدة السامي لحقوق الإنسان من عام 2014 إلى عام 2018. لعب دورًا محوريًا في إنشاء المحكمة الجنائية الدولية، وانتخب أول رئيس لجمعية الدول الأطراف في المحكمة الجنائية الدولية في سبتمبر 2002. كما شغل منصب ضابط الشؤون السياسية في قوة الأمم المتحدة للحماية في يوغوسلافيا السابقة من عام 1994 إلى عام 1996.
شغل منصب الممثل الدائم للأردن لدى الأمم المتحدة من عام 2000 حتى عام 2007، عندما تم تعيينه سفيرا للأردن لدى الولايات المتحدة وسفيرا غير مقيم في المكسيك. أعيد تعيينه في منصب الممثل الدائم في عام 2010 وخدم حتى عام 2014 واستقال قبل فترة وجيزة من اختياره مفوضًا ساميًا. في عام 2019 تلقى الأمير زيد دعوة للانضمام إلى مجموعة الحكماء وهي مجموعة مستقلة من القادة العالميين أسسها نيلسون مانديلا وتعمل من أجل السلام والعدالة وحقوق الإنسان.
الأمير زيد هو ابن الأمير رعد بن زيد والسويدية المولد مارغريتا إنغا إليزابيث ليند، والمعروفة فيما بعد باسم ماجدة رعد. ونظرًا لأن الأمم المتحدة لا تسمح باستخدام الألقاب الملكية أو غيرها من قِبل مسؤوليها في سياق عملهم الرسمي، فقد عُرف باسم زيد رعد الحسين بصفته المفوض السامي للأمم المتحدة.

## النشأة والدراسة
ولد الأمير زيد في عمان، الأردن. حصل على شهادة البكالوريوس من جامعة تافتس الأمريكية عام 1987 والماجستر من كلية فليتشير للحقوق والدبلوماسية في عام 1995 في مجال العلاقات الدولية/ الدراسات الإستراتيجية.
أكمل تعليمه في جامعة كامبردج في بريطانيا وحصل على الماجستر في الفلسفة الدراسات التاريخية عام 1998 بالإضافة إلى إلتحاقه بالأكاديمية الملكية العسكـرية البريطانية (ساندهرست) عام 1990. خدم لبضعة سنوات في القوات المسلحة الأردنية. وبعدها أمضى معظم وقته بدعم القضايا الإنسانية والخيرية.
ترأس الهيئة الوطنية لإزالة الألغام وإعادة التأهيل كما يرأس الهيئة الهاشمية للمصابين العسكريين وقد عمل كنائب رئيس المجلس الأعلى لحقوق الأشخاص ذوي الإعاقة من عام 2008 إلى 2013، كما عمل كرئيس للمؤتمر الثامن للدول الأطراف في اتفاقية حظر الألغام المضادة للأفراد من تشرين الثاني 2007 إلى تشرين الثاني 2008 وهو المبعوث الخاص لإتفاقية حظر الألغام من أجل نشر أهمية هذه الإتفاقية عالمياً.
في أبريل من عام 2014 صدرت الإرادة الملكية بتعيينه رئيساً للمجلس الأعلى لحقوق الأشخاص ذوي الإعاقة كما يرأس اللجنة البارالمبية الأردنية منذ عام 2017 خلفاً للأمير رعد بن زيد كبير الأمناء سابقاً.

## مشواره المهني
تقلد منصب الممثل الدائم للأردن لدى الأمم المتحدة. ثم شغل منصب سفير الأردن لدى الولايات المتحدة وسفير غير مقيم في المكسيك في الفترة من 2007 إلى 2010. ولعب الأمير دورا هاما في إنشاء المحكمة الجنائية الدولية حيث كان أول رئيس منتخب لجمعية الدول الأطراف في المحكمة الجنائية الدولية. كما شغل منصب أخصائي الشؤون السياسية في قوة الأمم المتحدة للحماية ليوغوسلافيا السابقة في الفترة من 1994 إلى 1996.
وجه بيتر غالو (مكتب خدمات الرقابة الداخلية في الأمم المتحدة) وأندرس كومباس (مسؤول سويدي رفيع المستوى لدى الأمم المتحدة) اتهامات لمفوض الأمم المتحدة السامي لحقوق الإنسان بالتشكيك في نزاهة هذا الأخير فيما يتعلق بتقريره الداخلي الذي اتهم فيه قوات حفظ السلام الفرنسية بارتكاب اعتداءت جنسية على الأطفال في جمهورية أفريقيا الوسطى أثناء عملية سانغاريس بعد أن قام بتسريبه للقوات الفرنسية للتحقيق ما اضطره لمغادرة الأمم المتحدة باعتباره خرقا للسرية.

## التكريم والجوائز
في 27 مايو 2020 ، تمت دعوة حسين لإلقاء محاضرة خاصة في حفل التخرج لعام 2020 في جامعته في جامعة جونز هوبكنز.  من المتحدثين الضيوف البارزين الآخرين خلال الحفل الافتراضي المؤسس المشارك لـ ريديت والمتحدث الرسمي أليكس أوهانيان Alexis Ohanian. فاعل الخير وعمدة مدينة نيويورك السابق مايكل بلومبرج ؛ أنتوني فوسي ، مدير المعهد الوطني للحساسية والأمراض المعدية وعضو بارز في فرقة العمل المعنية بفيروس كورونا في البيت الأبيض ؛ ورئيس الصف الأول بافان باتيل. 

## الحياة الخاصة
الأمير زيد هو ابن الأمير رعد بن زيد ووالدته هي مارغريتا إنغا اليزابيث ليند (الأميرة ماجدة رعد) من أصل سويدي. جدته لأبيه هي الرسامة التركية الأميرة فخر النساء زيد التي تزوجت من الأمير زيد بن حسين أصغر أبناء الشريف الحسين بن علي.
في 5 يوليو 2000 تزوج الأمير زيد في عمان من سارة بتلر (التي أصبحت تعرف باسم الأميرة سارة زيد بعد زواجها) ولهما من الأبناء:
- الأمير رعد بن زيد (17 أيار 2001)
- الأميرة هلا بنت زيد (13 آذار 2003).
- الأميرة عزيزة. [بحاجة لمصدر]

## روابط خارجية
- زيد بن رعد بن زيد على موقع مونزينجر (الألمانية)